# Sága Společenství
Sága Společenství je série sci-fi románů britského spisovatele Petera F. Hamiltona. Skládá se z románů Pandora's Star (2004), česky Pandořina hvězda Bariéra a Pandořina hvězda Invaze (Planeta9, 2019), a Judas Unchained (2005), česky Jidáš zbavený pout Pronásledování a Jidáš zbavený pout Poslední hlídka (Planeta9, 2020).  
Hamilton napsal i několik dalších kniha zasazených do stejného literárního vesmíru. Misspent Youth (2002) se odehrává 340 let před událostmi z Pandořina hvězdy. Trilogie The Void Trilogy, sestávající z knihy The Dreaming Void (2008), česky Prázdnota Vysněné útočiště, The Temporal Void (2009), česky Prázdnota Pomíjivé útočiště, a The Evolutionary Void (2010), česky Prázdnota Evoluce, se odehrává po skončení ságy. Několik hlavních postav prochází knihami obou sérií. 
Další dva romány z tohoto universa jsou zasazené do doby 263 let před trilogií Prázdnota (The Abyss Beyond Dreams, 2014), respektive 5 let po ní (Night Without Stars, 2016).  
Sága Společenství je epická vesmírná opera rozprostřená po světech v celé galaxii a obsáhne osudy desítky postav. 

## Technologické koncepty
Sága začíná v roce 2380. Lidstvo vyvinulo technologii červích děr a je schopno cestovat nadsvětelnou rychlostí. V tom se série liší od ostatních Hamiltonových děl. Zkraje příběhu lidé cestují mezi planetami pouze prostřednictvím červích děr, nejčastěji vlakem. Tento způsob je běžný, odpovídá dojíždění příměstskými vlaky, a jsou jím propojeny stovky planet. Pouze několik kolonií, které se rozhodly odtrhnout od Společenství, přerušilo spojení červími děrami. 
Veškerá přeprava skrz červí díry je provozována mezigalaktickou korporací KKP (Kosmická kompresní přeprava), spoluvlastněná vynálezci červích děr - schopným obchodníkem a geniálním vynálezcem, které spojuje přátelství od dob, kdy byli jen dva studenti nadšení pro nové technologie.

## Dlouhověkost
Ve Společenství může být smrt odložena na neurčito. Většina občanů má paměťový článek (o jeho vynálezu pojednává kniha Misspent Youth) se zálohou své osobnosti.  Na článek se nahrávají veškeré vzpomínky uložené v paměti mozku, včetně těch získaných před vložením článku. 
Občané Společenství podstupují každých třicet až padesát let proces omlazení (vynález procesu je také objasněn v knize Misspent Youth). Omlazení je intenzivní tělesná regenerace, jejímž výsledkem je tělo ve věku 20 let. Součástí je také implementace tělesných i mentálních vylepšení podle osobních preferencí. 
Kromě paměťových článků, které umožňují kompletní rekonstrukci osobnosti člověka, existuje možnost nahrát obsah článku do bezpečného úschovy ve specializovaných klinikách. V případě smrtelné nehody nebo nečekaného úmrtí je vytvořen klon dotyčné osoby a použita záloha jeho osobnosti z tohoto bezpečného úložiště. Je-li paměťový článek neporušený, nahrají se všechny vzpomínky, včetně otřesného a bolestivého zážitku samotné smrti. Jedná se o proces kompletního znovuoživení, který činí vlastníky paměťového článku prakticky nesmrtelnými. I když jsou stále ohroženi úplnou ztrátou těla, paměťový článek a bezpečná úschova umožňují plynulý přechod mezi „smrtí“ a dalším životem.
Paměťovými články nejsou vybaveni všichni občané Společenství. Odmítla je například komunita Strážců identity na planetě Vzdálená. 
Proces omlazení je finančně poměrně nákladná záležitost. Občané Společenství si na něj spoří během celého životního cyklu, tedy zhruba 50 let, jedná se přibližně o obdobu důchodového pojištění. Omlazení připomíná zahájení zcela nového života, někteří lidé ve svém druhém a dalším životě mají tendenci zbavit se odpovědnosti za svůj minulý život, změnit zaměstnání a vytvořit nové vztahy. Dokonce je možné modifikovat vzpomínky, aby byl přechod do nového života co nejvíce usnadněn.

## Symbióza lidí a strojů
Ve Společenství jsou hojně využívány implantáty přinášející člověku různá vylepšení a většina lidí jimi disponuje. K nejběžnějšímu vybavení patří paměťový článek. Dalším standardní implantát umožňuje přímý přístup do unisféry – mezihvězdné počítačové sítě. Tento systém využívá červích děr k výměně dat mezi světy Společenství. Každá planeta vytváří vlastní kybersféru, která je propojená se všemi ostatnímu kybersférami planet, a vytváří tak unisféru.  
Významným technologickým zařízením je OOtetování. Připomíná klasické tetování barvou, také se vytváří podobnou technikou a vytváří barevné, často kovové obrazce, na kůži. Jeho hlavní funkcí je působit jako procesor pro jiné implantáty. Pokud je OOtetování poškozeno mechanickým zásahem, mohou některé implantáty fungovat při snížené kapacitě.  
Nestandardní bioneurální implantáty jsou žádané a nelegální, zavádějí je soukromé kliniky v rámci černého trhu. Slouží mimo jiné k instalaci zbraňových systémů přímo do těla, vytvoření osobních silových polí, speciálním schopnostem přijímat a vysílat silně šifrované zprávy a mnohým dalším dovednostem. Významným uživatelem ilegálních implantátů je Gore Burnelli, hlava klanu a vlivný muž Společenství; jeho kůže po celém těle se nepokrytě leskne zlatým kovem. 

## Mimozemšťané
Při expanzi do galaxie narazilo lidstvo na několik mimozemských druhů. Nejvýraznějším z nich jsou Silfeni, připomínají skřítky a démony ze starých lidských bájí a pohádek. Vyhýbají se veškerým technologickým vymoženostem, stejně jako politice a účasti na událostech ve Společenství. Pohybují se však volně galaxií po tajných cestách, které propojují vzdálené planety – silfenských stezkách, ekvivalentu červích děr.
Entita mimozemského původu je i Výsostný anděl, vesmírná loď řízená vlastní inteligencí. Působí jako domov pro několik kolonií různých druhů a ras, z nichž většina se drží stranou od lidí. Výjimkou jsou Raielové, velcí, poněkud samolibí tvorové, avšak geniální matematici schopní provádět nejsložitější výpočty. 
S žádným z těchto druhů není lidstvo ve sporu, nicméně se mu ani nedostane pomoci.

## Vědomá inteligence
Lidstvo stvořilo vědomou inteligenci, zkráceně VI, které existuje sama o sobě a je přítomna jedné planetě, kterou si pro sebe vyhradila. V těžkých chvílích nabízí lidem jen omezenou pomoc, a jen tam, kde to považuje za vhodné.  O její motivaci k činům není známo nic. Jediné spojení s planetou VI je srze červí díru s nulovou šířkou, kterou mohou projít pouze data. Snad pro tuto izolaci má VI sklony kontaktovat ty, kdo ji mohou nabídnout jedinečné informace ze Společenství, a poskytnout výměnou jisté laskavosti. Tyto výhody sahají od zajištění bezpečnosti, přes monitorování komunikace v kybersférách planet, po kontrolu pomoci ze strany fyzického světa.
VI je také souhrnem všech lidí, kteří svou osobnost nahráli do společné sdílené virtuální existence. Některé postavy mají díky přítomnosti „zesnulého“ příbuzného, který je součástí VI, přístup k vyšší úrovni informací lepším technologiím. Za to poskytují VI informace, ke kterým sama nemá přístup.